# Ulıtaw FK Jezqazğan
Ulıtaw FK Jezqazğan (Kazachs Ұлытау ФК Жезқазған) was een voetbalclub uit  Kazachstan.
In de jaren voor 1967 was er in de stad Jezqazğan al een club actief onder de naam Gornjak Dzjezkazgan (Russisch ФК Горняк Джезказган); na het winnen van de beker van de Kazachse SSR werd de club professioneel; in de USSR gold de datum van professionalisering als officiële oprichtingsdatum. De club is dus officieel opgericht in 1967, maar dan onder de naam FK Enbek Dzjezkazgan (Russisch ФК Енбек Джезказган), en was meteen al vrij succesvol: in 1968, 1971 en 1973 werd de club kampioen van de Kazachse SSR; in de oude Sovjet-Unie was dit het derde niveau. Op dat niveau bleef de club tot het uiteenvallen van het wereldrijk altijd actief, zonder echter nog ooit in staat te zijn een vierde kampioenschap te vieren.
In 1975 werd de club omgedoopt in FK Gornjak Dzjezkazgan (Russisch ФК Горняк Джезказган), in 1980 in FK Dzjezkazganets Dzjezkazgan (Russisch ФК Джезказганец Джезказган) en in 1991 in FK Metalloerg Dzjezkazgan (Russisch ФК Металлург Джезказган). 
In 1992 zou men onder de naam Metallïst FK Jezqazğan (Kazachs Металлист ФК  Жезқазған) deelnemen aan het eerste seizoen van de onafhankelijke Kazachse Topdivisie. Die bestond uit 25 ploegen, die ingedeeld werden in twee poules van 12 resp. 13 teams. Na twee wedstrijden moest Metallïst FK zich echter wegens financiële problemen terugtrekken, zodat groep A bestond uit 11 clubs en groep B uit 13.
Na alweer een naamswijziging, nu in het min of meer aan oude tijden herinnerende Eñbek FK Jezqazğan (Kazachs Еңбек ФК Жезқазған) speelde de ploeg het seizoen 1993 de competitie wel uit, maar omdat de het deelnemersveld drastisch werd ingeperkt, degradeerde de vereniging, tezamen met acht andere ploegen. In 1996 was Eñbek FK weer terug op het hoogste niveau en wist zich te handhaven. Een jaar later volgde de - tot nu toe - laatste naamswijziging: de club heette nu Ulıtaw FK Jezqazğan; maar ook deze nieuwe naam kon de ploeg niet redden: na de 14de speelronde werd de ploeg wederom teruggetrokken; alle resterende wedstrijden werden omgezet in reglementaire nederlagen, zodat Ulıtaw als laatste eindigde en moest wederom een stapje terug moest doen.

## Erelijst
- Kampioen van de Kazachse SSR

1968, 1971, 1973
- Bekerwinnaar van de Kazachse SSR

1967

## Historie in dePremjer-Liga
| Jaar | Competitie   | Prestatie                                                                           | (Naam)                 |
| ---- | ------------ | ----------------------------------------------------------------------------------- | ---------------------- |
| 1992 | Topdivisie   | na twee duels teruggetrokken                                                        | Metallïst FK Jezqazğan |
| 1993 | Topdivisie   | 12de plaats in voorrondegroep B, 22ste (10de) in de degradatiegroep en gedegradeerd | Eñbek FK Jezqazğan     |
| 1994 | Topdivisie   |                                                                                     |                        |
| 1995 | Topdivisie   |                                                                                     |                        |
| 1996 | Topdivisie   | 15de plaats in de competitie                                                        | Eñbek FK Jezqazğan     |
| 1997 | Topdivisie   | 14de plaats in de competitie en gedegradeerd                                        |                        |
| 1998 | Topdivisie   |                                                                                     |                        |
| 1999 | Topdivisie   |                                                                                     |                        |
| 2000 | Topdivisie   |                                                                                     |                        |
| 2001 | Topdivisie   |                                                                                     |                        |
| 2002 | Superliga    |                                                                                     |                        |
| 2003 | Superliga    |                                                                                     |                        |
| 2004 | Superliga    |                                                                                     |                        |
| 2005 | Superliga    |                                                                                     |                        |
| 2006 | Superliga    |                                                                                     |                        |
| 2007 | Superliga    |                                                                                     |                        |
| 2008 | Premjer-Liga |                                                                                     |                        |
| 2009 | Premjer-Liga |                                                                                     |                        |
| 2010 | Premjer-Liga |                                                                                     |                        |
| 2011 | Premjer-Liga |                                                                                     |                        |
| 2012 | Premjer-Liga |                                                                                     |                        |
| 2013 | Premjer-Liga |                                                                                     |                        |

## Naamsveranderingen
Alle naamswijzigingen van de club op een rijtje:
| Jaar (Datum) | Nieuwe naam (Russisch: Nederlandse transcriptie) (Kazachs: Qaydar-transcriptie) | Nieuwe Russische naam (t/m 1991) | Nieuwe Kazachse naam (vanaf 1992) |
| ------------ | ------------------------------------------------------------------------------- | -------------------------------- | --------------------------------- |
| ...          | FK Gornjak Dzjezkazgan                                                          | ФК Горняк Джезказган             |                                   |
| 1967         | FK Enbek Dzjezkazgan                                                            | ФК Енбек Джезказган              |                                   |
| 1975         | FK Gornjak Dzjezkazgan                                                          | ФК Горняк Джезказган             |                                   |
| 1980         | FK Dzjezkazganets Dzjezkazgan                                                   | ФК Джезказганец Джезказган       |                                   |
| 1991         | FK Metalloerg Dzjezkazgan                                                       | ФК Металлург Джезказган          |                                   |
| 1992         | Metallïst FK Jezqazğan                                                          |                                  | Металлист ФК Жезқазған            |
| 1993         | Eñbek FK Jezqazğan                                                              |                                  | Еңбек ФК Жезқазған                |
| 1997         | Ulıtaw FK Jezqazğan                                                             |                                  | Ұлытау ФК Жезқазған               |

Aqtöbe ·
Astana ·
Atıraw ·
Elimai ·
Jeńis ·
Jetisu FK Taldıqorğan ·
Kairat ·
Oqjetpes FK Kökşetaw ·
Ordabası ·
Qaysar FK Qızılorda ·
Qyzyl-Jar ·
Tobyl ·
Turan FK ·
Ulıtaw FK Jezqazğan